# Sam Bewley
Samuel Ryan „Sam“ Bewley (* 22. Juli 1987 in Rotorua) ist ein ehemaliger neuseeländischer Bahn- und Straßenradrennfahrer. Auf der Bahn war er ein Spezialist in der Mannschaftsverfolgung.

## Sportliche Laufbahn
2003 wurde Sam Bewley neuseeländischer Jugend-Meister im Einzelzeitfahren. Im Jahr darauf gewann er auf der Bahn bei den Ozeanienspielen der Junioren in Melbourne die Goldmedaille in der Einerverfolgung und Silber in der Mannschaftsverfolgung. 2005 wurde er in Wien Juniorenweltmeister in der Mannschaftsverfolgung sowie Vizemeister in der Einerverfolgung. Auf der Straße gewann Bewley 2006 eine Etappe bei der Tour of Southland. Im nächsten Jahr war er mit seinem Team Trek-Zookeepers Cafe beim Mannschaftszeitfahren der Tour of Wellington erfolgreich. In den kommenden Jahren war er hauptsächlich auf der Bahn aktiv. 2009 wurde er zweifacher Ozeanienmeister auf der Bahn, in der Mannschaftsverfolgung sowie im Punktefahren. Bei den Commonwealth Games 2010 holten die Neuseeländer mit Bewley Silber. 2011 wurde Bewley gemeinsam mit Aaron Gate, Marc Ryan und Jesse Sergent Ozeanienmeister in der Mannschaftsverfolgung, in der Einerverfolgung gewann er Bronze.
Zweimal – 2008 sowie 2012 – startete Bewley bei Olympischen Spielen. Bei beiden Starts gehörte er zum neuseeländischen Bahn-Vierer, der jeweils die Bronzemedaille errang. Ebenfalls 2012 belegte der neuseeländische Vierer bei den Bahnweltmeisterschaften Platz drei. Bei den Straßenweltmeisterschaften im selben gehörte Bewley zum Team Orica GreenEdge, das im Mannschaftszeitfahren ebenfalls Platz drei belegte.
Nach 2012 verlegte Bewley seinen Schwerpunkt auf die Straße. Mit dem Team Orica GreenEdge gewann er das Mannschaftszeitfahren beim Giro d’Italia 2015, 2017 gewann das Team den Mannschaftswettbewerb Hammer Hongkong. Zur Saison 2018 wechselte er zum Team Mitchelton-Scott, mit dem er 2019 das Mannschaftszeitfahren der Settimana Internazionale Coppi e Bartali gewann. Ein Einzelerfolg auf der Straße blieb ihm in seiner Zeit als Radprofi verwehrt. Zwischen 2013 und 2020 startete Bewley bei neun Grand Tours, bei denen er vorrangig Helferaufgaben wahrnahm und nie unter die Top 100 kam. Bestes Tagesergebnis war ein 13. Platz bei der Vuelta a España 2014.
Nach der Saison 2022 beendete Bewley im Alter von 35 Jahren seine Karriere als Radrennfahrer. Zur Saison 2023 wurde er Assistent in der Sportlichen Leitung des Teams Israel-Premier Tech.

## Erfolge

### Bahn
2004
- Sieger Junioren-Ozeanienspiele – Einerverfolgung
- Junioren-Ozeanienspiele – Mannschaftsverfolgung

2005
- Junioren-Weltmeister – Mannschaftsverfolgung (mit Westley Gough, Jesse Sergent und Darren Shea)
- Junioren-Weltmeisterschaft – Einerverfolgung

2007
- Ozeanienmeisterschaft – Mannschaftsverfolgung (mit Timothy Gudsell, Westley Gough und Jesse Sergent)

2008
- Olympische Spiele – Mannschaftsverfolgung (mit Hayden Roulston, Marc Ryan, Jesse Sergent und Westley Gough)

2009
- Ozeanienmeister – Punktefahren, Mannschaftsverfolgung (mit Westley Gough, Peter Latham und Marc Ryan)

2010
- Commonwealth Games – Mannschaftsverfolgung (mit Westley Gough, Marc Ryan und Jesse Sergent)
- Weltcup in Cali – Mannschaftsverfolgung (mit Westley Gough, Marc Ryan und Jesse Sergent)

2011
- Weltcup in Cali – Mannschaftsverfolgung (mit Aaron Gate, Marc Ryan und Jesse Sergent)
- Ozeanienmeister – Mannschaftsverfolgung (mit Aaron Gate, Marc Ryan und Jesse Sergent)
- Ozeanienmeisterschaft – Einerverfolgung

2012
- Olympische Spiele – Mannschaftsverfolgung (mit Marc Ryan, Jesse Sergent, Aaron Gate und Westley Gough)
- Weltmeisterschaften – Mannschaftsverfolgung (mit Aaron Gate, Westley Gough und Marc Ryan)
- Neuseeländischer Meister – Mannschaftsverfolgung (mit Scott Creighton, Peter Latham und Hayden McCormick)

### Straße
2003
- Neuseeländischer Jugend-Meister – Einzelzeitfahren

2006
- eine Etappe Tour of Southland

2007
- Mannschaftszeitfahren Tour of Wellington

2012
- eine Etappe New Zealand Cycle Classic
- Weltmeisterschaft – Mannschaftszeitfahren

2015
- Mannschaftszeitfahren Giro d’Italia

2018
- Gesamtwertung und Hammer Sprint Hammer Hongkong

2019
- Mannschaftszeitfahren Settimana Internazionale

## Grand-Tour-Platzierungen
| Grand Tour            | 2013 | 2014 | 2015 | 2016 | 2017 | 2018 | 2019 | 2020 |
| --------------------- | ---- | ---- | ---- | ---- | ---- | ---- | ---- | ---- |
| Giro d’ItaliaGiro     | –    | –    | 122  | 125  | –    | 130  | –    | –    |
| Tour de FranceTour    | –    | –    | –    | –    | –    | –    | –    | DNF  |
| Vuelta a EspañaVuelta | DNF  | 135  | –    | 140  | 143  | –    | 100  | –    |